# Studio Polska
Studio Polska – polski telewizyjny program publicystyczny nadawany w TVP Info w latach 2016–2020, emitowany na żywo w każdą sobotę o godz. 21:50 przez ok. 90 minut.
W październiku 2020 roku nadawanie programu zostało zawieszone do odwołania w związku z pandemią koronawirusa. Od tamtego czasu program nie wrócił na antenę TVP Info.
Program realizowano w bloku G Telewizji Polskiej przy ulicy Woronicza 17 w Warszawie, najczęściej w studiu S-1, czasami w studiu S-2.

## Formuła programu
Formuła „Studia Polska” ma nawiązywać do przejęcia przez „Solidarność” telewizji publicznej w 1989 roku, kiedy TVP otworzyła się na obywateli i przestała cenzurować ich wypowiedzi, a także odrzuciła zasady z okresu stanu wojennego. Studio jest otwarte dla wszystkich chętnych, którzy chcą zabrać głos w debacie. Znany jest z „ostrego” podejścia prowadzących oraz „gorących” dyskusji z powodu wypowiedzi przedstawicieli wszystkich stron sceny politycznej.

## Prowadzący
- Jacek Łęski – od 11 lutego 2017 roku
- Małgorzata Opczowska-Łęska[3] – od 13 czerwca 2020 roku
- Maciej Pawlicki[a] – od 30 kwietnia 2016 do 28 stycznia 2017
- Katarzyna Matuszewska – od 30 kwietnia 2016 do 2017
- Magdalena Ogórek – od 11 lutego 2017 do 7 marca 2020

## Oglądalność
W maju 2016 r. oglądalność programu osiągnęła 365 tys. widzów. W okresie od września 2016 r. do końca stycznia 2017 r. program notował średnią oglądalność na poziomie ok. 472 tys. widzów. 11 lutego 2017 r. podczas debiutu nowych prowadzących (M. Ogórek i J. Łęskiego) program zanotował oglądalność na poziomie 650 tys. widzów.

## Kontrowersje
Program Studio Polska nieraz wzbudzał duże kontrowersje, m.in. na niejednokrotnie ostre słowa jego uczestników, czasem mające miejsce w programie sytuacje lub zachowania uczestników powszechnie uznane za skandaliczne takie jak na przykład używanie wulgaryzmów, ponadto wielu komentatorów ocenia podejście prowadzących do uczestników w programie jako stronnicze i zrealizowane tak żeby jak najmniej szkodzić partii rządzącej Prawa i Sprawiedliwości oraz krytykuje sam model programu oparty na stylu hyde parku.
W wydaniu programu z dnia 18 listopada 2017 duże kontrowersje i wzburzenie wśród gości i prowadzących oraz komentatorów wzbudziła wypowiedź gościa programu Rafała Lipskiego z lewicowej Inicjatywy Polskiej, który porównał obecną sytuację w Polsce pod rządami PiS do lat okupacji Polski przez III Rzeszę Niemiecką. Również późniejsze wypowiedzi Rafała Lipskiego, głównie o Kościele katolickim i religii chrześcijańskiej, w kolejnych wydaniach programu wzbudzały kontrowersje, niektórzy, tak jak częsty gość programu Adam Borowski, odbierali je jako obrazę uczuć religijnych. Niespełna rok później, w programie z dnia 13 października 2018 roku w studiu jeden z gości, deklarujący się jako zwolennik polityka Adama Słomki, kopnął w plecy uczestniczącego w programie Lipskiego, po czym został wyproszony z programu. Po tym incydencie producenci programu przestali wpuszczać do studia zwolenników Słomki oraz jego samego, przez co jego zwolennicy zaczęli przedzierać się w tłumie do programu i zakłócać w ramach protestu następne jego wydania. W wydaniu programu z 5 października 2019 roku Rafał Lipski został wyproszony ze studia programu, które dobrowolnie opuścił, za stwierdzenie w programie, że współprowadzący Jacek Łęski szczuje w telewizji na środowiska LGBT, co niektórzy komentatorzy odebrali jako cenzurę.
W dniu 11 maja 2019 roku tuż przed rozpoczęciem programu z jego studia został siłą wyrzucony przez ochronę jeden z uczestników Jacek Władysław Bartyzel ówczesny członek partii Federacja dla Rzeczypospolitej, wchodzącej wtedy w skład koalicyjnej partii Konfederacja Wolność i Niepodległość, syn Jacka Bartyzela Seniora. Niedługo potem Bartyzel udzielił wywiadu dla portalu NCzas.com w którym stwierdził m.in., że na kilka dni przed wcześniejszym programem wyemitowanym w dniu 4 maja 2019, dzwonił do współproducenta programu z informacją, że nie będzie mógł w nim wziąć udziału i poprosił o zaproszenie do Studia innego członka Konfederacji, na co współproducent miał mu odpowiedzieć, że takowe zaproszenie do któregoś z członków partii wystosuje, natomiast dzień przed nim miał powiedzieć Bartyzelowi, że jest poważny problem z udziałem Konfederacji, a kiedy tydzień później, dzień przed programem z dnia 11 maja, Bartyzel rozmawiał telefonicznie z redaktorem, ten oznajmił mu, że dostał służbowy zakaz zapraszania członków Konfederacji do programu. Podczas trwania programu z dnia 11 maja na sprawę zwrócił uwagę jeden z uczestników Piotr Ikonowicz, twierdząc, że prowadzący bezpodstawnie wyrzucili Bartyzela ze Studia przed programem. Współprowadząca Magdalena Ogórek, odpowiadając Ikonowiczowi, tłumaczyła, że wyrzucenie Bartyzela było podyktowane użyciem w jego spocie wyborczym loga Studio Polska bez zezwolenia TVP.
W związku z wyrzuceniem Jacka W. Bartyzela z programu zwolennicy Konfederacji wielokrotnie zaczęli w ramach protestu zakłócać następne wydania programu Studio Polska.
W wydaniu programu z 13 czerwca 2020 roku duże kontrowersje wzbudziła wypowiedź profesora Przemysława Czarnka, posła Prawa i Sprawiedliwości, przez część komentatorów uznana za homofobiczną. Profesor Czarnek na antenie programu najpierw zademonstrował zdjęcia z festiwalu LGBT w Los Angeles, na których widnieli m.in. mężczyźni z odkrytymi genitaliami w miejscach publicznych w centrum miasta, po czym skomentował to: Brońmy rodziny przed tego rodzaju zepsuciem, deprawacją, absolutnie niemoralnym postępowaniem. Brońmy nas przed ideologią LGBT i skończmy słuchać tych idiotyzmów o jakichś prawach człowieka czy o jakiejś równości. Ci ludzie nie są równi ludziom normalnym i skończmy wreszcie z tą dyskusją. Po tej wypowiedzi Rzecznik Praw Obywatelskich Adam Bodnar napisał skargę do KRRiT. Profesor Czarnek stwierdził później, że jego wypowiedź została wyrwana z kontekstu i chodziło mu tylko o osoby, które zachowują się tak jak na pokazanych przez niego zdjęciach.
Wśród niektórych osób zaproszonych, które nie siedziały w programie jako goście pierwszego rzędu ale na tylnych siedzeniach i nie mieli z tego powodu podpiętych mikroportów, pojawiały się także oskarżenia o ich marginalizację w programie i umożliwianie wypowiedzi tylko najważniejszym gościom siedzącym właśnie w pierwszym rzędzie; w programie często zdarzały się ponadto sytuacje, w których goście z tylnych rzędów wychodzili na środek lub wstawali i zakłócali program swoistymi manifestacjami.
W dniu 16 sierpnia 2020 roku jeden z gości programu, Adam Słomka, został wyproszony ze studia po spontanicznym, kilkuminutowym wystąpieniu przeciwko formie i treści odbywającej się dyskusji. Jego zdaniem prowadzący nie byli wcale zainteresowani głównym tematem audycji, jakim była setna rocznica Bitwy Warszawskiej. Zaczęli za to poświęcać zbyt dużo uwagi tematom pobocznym, takim jak rozmowa o wartościach LGBT. Wydarzenie to spowodowało dość ożywioną dyskusję w mediach oraz na portalach społecznościowych. Słomka skomentował także swoje wystąpienie na Twitterze stanowczo sprzeciwiając się cenzurze stosowanej na antenie programu.